# New Ground (Stargate SG-1)
New Ground (Terreno Nuevo en Latinoamérica, Nuevas Tierras en España) es el décimo noveno episodio de la tercera temporada de la serie de televisión de ciencia ficción Stargate SG-1, y el sexagésimo tercer capítulo de toda la serie.

## Trama
El SG-1 viaja a un mundo donde existen 2 facciones rivales, bedrosianos y optricanos, cada una viviendo en continentes distintos, y luchando por la rivalidad de sus teorías. Los bedrosianos creen que fueron creados por Nefertum (un Goa'uld). Mientras los Optricanos piensan que fueron traídos a través de una “Puerta” por Nefertum, como esclavos. 
Cuando el equipo llega, uno de los 2 arqueólogos que desenterraron “La Puerta” habla a los militares de Bedrosian sobre la gente que vino a través del círculo de piedra. Creyendo que se trata de espías opctricanos, las fuerzas bedrosianas llegan y capturan a O'Neill, a Carter y a Daniel, pero Teal'c y el otro arqueólogo (llamado Nyan), logran escapar. 
Más tarde, Teal'c es herido, pero Nyan lo ayuda a recuperarse lo suficiente para efectuar un dramático rescate del resto del SG-1. Todos, incluyendo Nyan, logran escapar de vuelta la Tierra, justo antes que más naves Bedrosian los alcancen. Una vez allí, Nyan adquiere la calidad de refugiado y Daniel le ofrece convertirse en su asistente.

## Artistas invitados
- Richard Ian Cox como Nyan.
- Daryl Shuttleworth como Rigar.
- Desiree Zuroski como Parey.
- Jennifer Copping como Mallin.
- Bill Nikolai como Técnico.
- Finn Michael como Soldado.
- Teryl Rothery como la Dra Janet Fraiser.